# 강성호 (1971년)
강성호(한국 한자: 姜聲浩, 1971년 2월 22일 ~ )는 대한민국의 전 축구 선수이며, 포지션은 수비수였다.